# Jump In!
Jump In! är en amerikansk-kanadensisk Disney Channel-film (Disney Channel Original Movie) från 2007 i regi av Paul Hoen, som hade premiär den 12 januari 2007. Bland de medverkande syns Corbin Bleu och Keke Palmer, som spelar filmens två stora huvudroller, det vill säga Izzy Daniels och Mary Thomas. 
Filmen spelades in i Toronto i Ontario i Kanada mellan juni och juli 2006.

## Handling
Brooklyn-tonåringen Izzy Daniels (Corbin Bleu) tränar för att bli boxningsmästare - för det är hans pappas (David Reivers) dröm. Men när han ser ett gäng hoppa hopprep går han med på att hjälpa sin granne Mary (Keke Palmer) när hon behöver en fjärde medlem till sitt hopprepslag.

## Rollista (i urval)
| Karaktär                 | Skådespelare        | Svensk röst             |
| ------------------------ | ------------------- | ----------------------- |
| Isadore "Izzy" Daniels   | Corbin Bleu         | Jesper Adefelt          |
| Mary Thomas              | Keke Palmer         | Hilda Eidhagen          |
| Kenneth Daniels          | David Reivers       | Jan Åström              |
| Shauna Lewis             | Shanica Knowles     | Cornelia Dahlgren       |
| Rodney Tyler             | Patrick Johnson Jr. | Mogge Sseruwagi         |
| Keisha Ray               | Laivan Greene       | Emelie Clausen          |
| Karin Daniels            | Kylee Russell       | Amanda Jennefors        |
| Tammy Lewis              | Rebecca Williams    | Elina Raeder            |
| Yolanda Brooks           | Jajube Mandiela     | Mikaela Ardai Jennefors |
| Earl "L'il Earl" Jackson | Micah Williams      | Martin Redhe Nord       |
| Chuck Coley              | Mazin Elsadig       | Leo Hallerstam          |
| Gina                     | Paula Brancati      | Mikaela Tidermark       |
| Felix                    | Gene A. Mack        | Stephan Karlsén         |